# エスタディオ・ヌエボ・アルカンヘル
エスタディオ・ヌエボ・アルカンヘル（西: Estadio Nuevo Arcángel）は、スペインのアンダルシア州コルドバ県コルドバにあるスタジアム。現在は主にサッカー（フットボール）の試合で使われており、コルドバCFがホームスタジアムとして使用中。収容人数は15,425で、スタンド改修後には収容人数が25,100となる。
2001年4月には、フィリップ・トルシエ監督率いるサッカー日本代表が当地でスペイン代表と対戦し、1-0でスペイン代表が勝利を収めている。

## ギャラリー

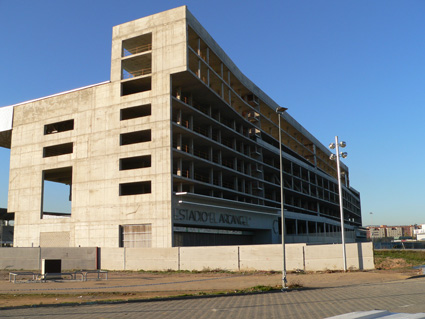
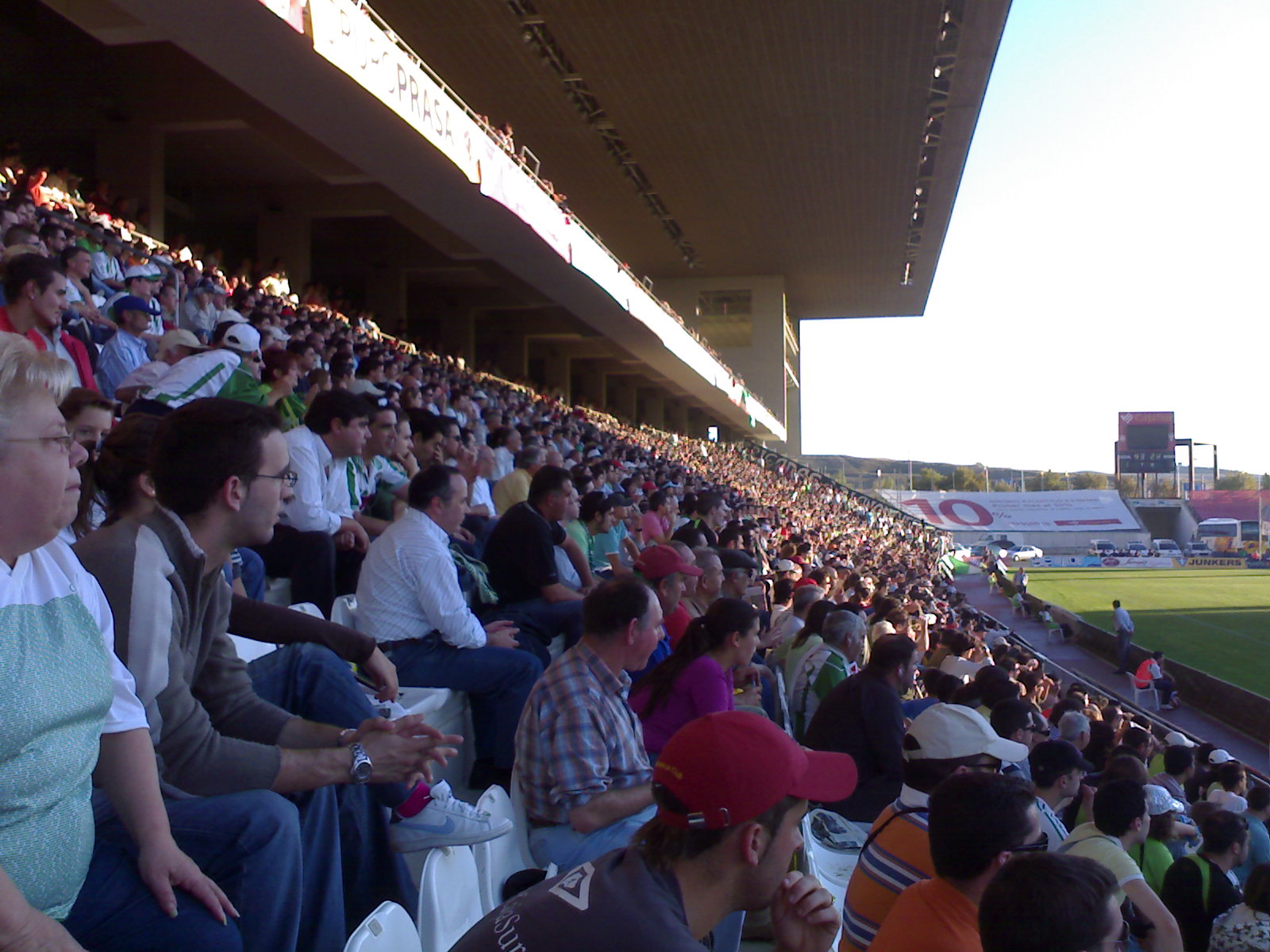
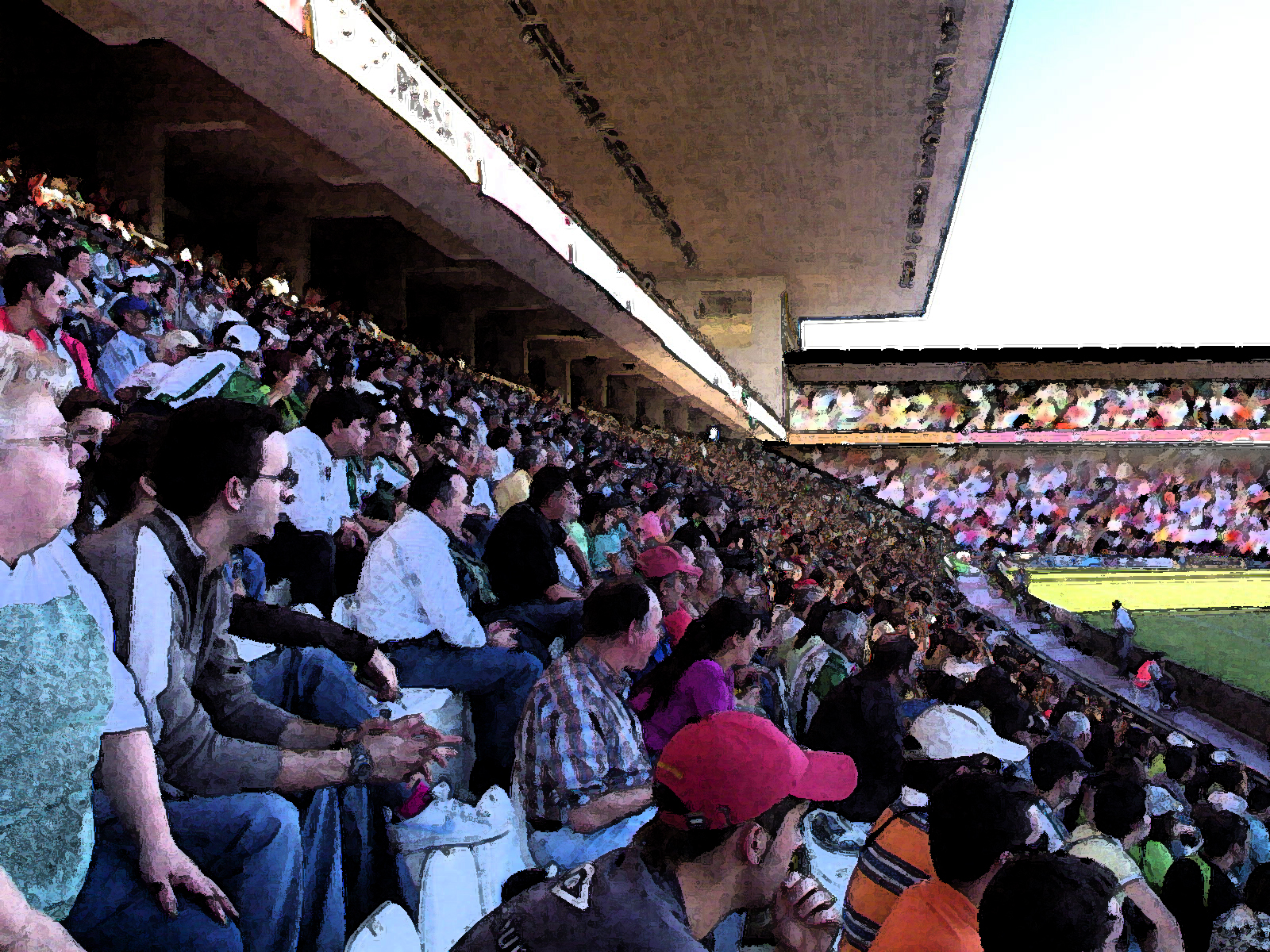